# Kim Hae-sung (Tennisspielerin)
Kim Hae-sung (koreanisch 김해성; * 22. September 1987) ist eine ehemalige südkoreanische Tennisspielerin.

## Karriere
Kim begann mit zehn Jahren das Tennisspielen und bevorzugt Hartplätze. Sie gewann einen Einzel- und sechs Doppeltitel auf Turnieren des ITF Women’s Circuit.
Ihr erstes Turnier auf der WTA Tour bestritt sie, als sie eine Wildcard für die Qualifikation zu den Hansol Korea Open 2009 erhielt. Sie verlor aber bereits ihr Auftaktmatch gegen Han Xinyun mit 1:6 und 0:6.

## Turniersiege

### Einzel
| Nr. | Datum            | Turnier   | Kategorie   | Belag | Finalgegnerin        | Ergebnis |
| --- | ---------------- | --------- | ----------- | ----- | -------------------- | -------- |
| 1.  | 7. Dezember 2008 | Islamabad | ITF $10.000 | Sand  | Kumari-Sweta Solanki | 6:3, 6:3 |

### Doppel
| Nr. | Datum              | Turnier             | Kategorie   | Belag     | Partnerin      | Finalgegnerinnen                          | Ergebnis  |
| --- | ------------------ | ------------------- | ----------- | --------- | -------------- | ----------------------------------------- | --------- |
| 1.  | 29. November 2008  | Islamabad           | ITF $10.000 | Sand      | Shin Jung-yoon | Treta Bhattacharyya Poojashree Venkatesha | 6:1, 6:3  |
| 2.  | 6. Dezember 2008   | Islamabad           | ITF $10.000 | Sand      | Shin Jung-yoon | Parul Goswami Poojashree Venkatesha       | 6:4, 7:62 |
| 3.  | 18. Juni 2011      | Neu-Delhi           | ITF $10.000 | Hartplatz | Kim Ju-eun     | Rushmi Chakravarthi Keren Shlomo          | 6:3, 6:4  |
| 4.  | 25. Juni 2011      | Neu-Delhi           | ITF $10.000 | Hartplatz | Kim Ju-eun     | Rushmi Chakravarthi Keren Shlomo          | 7:5, 6:0  |
| 5.  | 29. September 2012 | Gulbarga            | ITF $10.000 | Hartplatz | Kim Ju-eun     | Lee Pei-chi Yang Chia-hsien               | 6:1, 6:1  |
| 6.  | 14. Dezember 2013  | Scharm asch-Schaich | ITF $10.000 | Hartplatz | Kim Ju-eun     | Harriet Dart Katy Dunne                   | 7:66, 6:4 |